# LEN Champions League 1996-1997
La LEN Champions League 1996-1997 è stata la trentaquattresima edizione del massimo trofeo continentale di pallanuoto per squadre europee di club.
In questa edizione il trofeo assume la denominazione di Champions League. I quarti di finale tornano a disputarsi attraverso una fase a gironi e viene introdotta la formula della Final Four in sede unica per l'assegnazione del titolo.
Il CN Posillipo ha conquistato il titolo per la prima volta, battendo nella propria piscina i campioni uscenti del Mladost.

## Quarti di finale

### Gironi
| Gruppo Blu    |
| - Barcellona  |
| - Vasutas     |
| - Mladost     |
| - NCHZ Nováky |

| Gruppo Rosso |
| - Bečej      |
| - Olympiakos |
| - Posillipo  |
| - Spandau    |

### Gruppo Blu
|    | Quarti 1996-1997 | Pti | G | V | N | P | GF | GS | DR  |
| -- | ---------------- | --- | - | - | - | - | -- | -- | --- |
| 1. | Mladost          | 12  | 6 | 6 | 0 | 0 | 58 | 35 | +23 |
| 2. | Barcellona       | 7   | 6 | 3 | 1 | 2 | 39 | 41 | -2  |
| 3. | Vasutas          | 4   | 6 | 2 | 0 | 4 | 51 | 56 | -5  |
| 4. | NCHZ Nováky      | 0   | 6 | 0 | 1 | 5 | 44 | 60 | -16 |

|  | Barcellona | 9-8  | BVSC       |
|  | Mladost    | 14-5 | Nováky     |
|  | Mladost    | 8-6  | BVSC       |
|  | Nováky     | 8-8  | Barcellona |

|  | BVSC       | 9-12  | Mladost |
|  | Barcellona | 6-5   | Nováky  |
|  | BVSC       | 11-10 | Nováky  |
|  | Barcellona | 3-7   | Mladost |

|  | Mladost | 6-5  | Barcellona |
|  | Nováky  | 9-10 | BVSC       |
|  | BVSC    | 7-9  | Barcellona |
|  | Nováky  | 6-11 | Mladost    |

### Gruppo Rosso
|    | Quarti 1996-1997 | Pti | G | V | N | P | GF | GS | DR  |
| -- | ---------------- | --- | - | - | - | - | -- | -- | --- |
| 1. | Posillipo        | 10  | 6 | 5 | 0 | 1 | 59 | 43 | +16 |
| 2. | Bečej            | 8   | 6 | 4 | 0 | 2 | 68 | 50 | +18 |
| 3. | Olympiakos       | 3   | 6 | 1 | 1 | 4 | 43 | 62 | -19 |
| 4. | Spandau          | 3   | 6 | 1 | 1 | 4 | 43 | 56 | -13 |

|  | Olympiakos | 9-11 | Posillipo  |
|  | Bečej      | 14-5 | Spandau    |
|  | Bečej      | 6-9  | Posillipo  |
|  | Spandau    | 6-6  | Olympiakos |

|  | Olympiakos | 8-6  | Spandau |
|  | Posillipo  | 11-9 | Bečej   |
|  | Olympiakos | 6-11 | Bečej   |
|  | Posillipo  | 8-10 | Spandau |

|  | Bečej     | 14-8  | Olympiakos |
|  | Spandau   | 5-6   | Posillipo  |
|  | Posillipo | 14-6  | Olympiakos |
|  | Spandau   | 11-14 | Bečej      |

## Final Four

### Semifinali
| Napoli 4 aprile 1997 | Posillipo | 8 – 6 (3-2, 1-0, 2-3, 2-1) | Barcellona | Piscina Felice Scandone |

| Napoli 4 aprile 1997 | Mladost | 6 – 5 | Bečej | Piscina Felice Scandone |

### Finale 3º posto
| Napoli 5 aprile 1997 | Barcellona | 7 – 5 | Bečej | Piscina Felice Scandone |

### Finale
| Napoli 5 aprile 1997 | Posillipo | 10 – 7 (2-2, 3-1, 3-0, 2-4) | Mladost | Piscina Felice Scandone |

### Campioni
- Posillipo Campione d'Europa:

Milan Tadić, Paolo Zizza, Dušan Popović, Giuseppe Porzio, Francesco Postiglione, Gianfranco Salvati, Fabio Galasso, Franco Porzio, Bruno Antonino, Ferdinando Gandolfi, Piero Fiorentino, Carlo Silipo, Fabio Bencivenga.

## Fonti
- (EN)  LEN, The Dalekovod Final Four - Book of Champions 2011, 2011 (versione digitale)